# Friderik I. Habsburški
Friderik I. Habsburški (imenovan tudi Lepi), vojvoda Avstrije in Štajerske (1308), kot Friderik III. rimsko-nemški protikralj (1314-30), * 1289, Dunaj, † 13. januar 1330, Gutenstein (Spodnja Avstrija). 
Friderik I. je bil sin Albrehta I. in je po umoru očeta leta 1308 postal vojvoda Avstrije in Štajerske. 
Po smrti cesarja Henrika IV. Luksemburškega (1313) je kot kandidat za krono stopil v konflikt z Ludvikom IV. Bavarskim, ki so ga kronali v letu 1314. Sledila je vojna z nasprotno stranjo, ki je tudi kronala Friderika v letu 1322, temu pa je sledilo ujetništvo v rokah Ludvika, vse do 1325, ko sta se dogovorila za sovladanje, nakar se je Friderik od leta 1326 posvetil vladanju v svojih deželah.

## Poroka in otroci
11. maja 1315 se je Friderik poročil z Izabelo Aragonsko, hčerjo kralja Jakoba II. Aragonskega z Blanšo Anžujsko, ambiciozno žensko z ogromno [ [dota|doto]]. Imela sta enega sina, ki se je rodil leta 1316, vendar je umrl leta 1322. 
Njune hčere:
- Elizabeta se je rodila leta 1317 in umrla leta 1336.
- Ana se je rodila leta 1318, poročila se je z vojvodom Wittelsbachom Henrik XV. Bavarski leta 1328. Zakon je bil brez otrok. Henrik je umrl leta 1333. Njen drugi mož je bil goriški grof Ivan Henrik IV. Ta zakon je bil tudi brez otrok in Ivan je umrl leta 1338. Ana je umrla leta 1343.

Friderika so v Avstriji in na Štajerskem nasledili mlajši bratje Albert II. in Oto. Habsburžani so potrebovali več kot stoletje, da so ponovno pridobili kraljevsko krono, ko se je na nemški prestol leta 1438 povzpel pravnuk Alberta II. Albert V. Avstrijski. 
| Friderik I. Habsburški HabsburžaniRojen: ~1289 Umrl: 13. januar 1330 |                                                                                  |                                           |
| Vladarski nazivi                                                     |                                                                                  |                                           |
| Predhodnik: Albreht I                                                | vojvoda Avstrije 1308–1330                                                       | Naslednik: Albreht II in Otto IV          |
| Predhodnik: Henrik VII                                               | nemški kralj 1314–1330 z Ludvikom IV najprej kot konkurent in potem kot so-kralj | Naslednik: Ludvik IV kot samostojni kralj |

1. ↑   [https: //gw.geneanet.org/hwember1? Lang = de & n = von+osterreich & oc = 6 & p = friedrich »Friedrich der Schöne«]. Geneanet. Pridobljeno 28. februarja 2020. {{navedi splet}}: Preveri vrednost |url= (pomoč)